# Méliphage de Rand
Microptilotis cinereifrons
Espèce
Le Méliphage de Rand (Microptilotis cinereifrons) est une espèce de passereaux de la famille des Meliphagidae.

## Répartition
Il est endémique en Papouasie-Nouvelle-Guinée.

## Taxinomie
Cette espèce a été séparée du Méliphage gracile (Microptilotis gracilis).